# Ursula Tautz
Ursula Tautz da Cruz (Rio de Janeiro, 22 de Julho de 1968) é uma artista plástica brasileira.

## Biografia
Possui formação acadêmica em Estilismo pela Faculdade Cândido Mendes em 1996 e pós-graduação em produção gráfica pela ESPM/RJ, em1997. Entre os anos de 1997 e 1999 realizou oficinas de design experimental da School of Visual Arts de Nova Iorque com Richard Wilde. Em 2005 ingressou na Escola de Artes Visuais do Parque Laje e posteriormente integrou o programa de pesquisa coordenado por Glória Ferreira e Luiz Ernesto.

## Carreira
Sua trajetória é marcada por pesquisas históricas e histórico-familiar. A artista atua nos campos da instalação, multimídia, desenho, escultura, fotografia. Seu trabalho utiliza o tempo, seus lapsos e referências, principalmente a memória, das particulares às coletivas, das reais às ficcionais. Ele estabelece um diálogo com as disciplinas da espacialidade, a filosofia, a física, geografia ou cosmologia, criando experiências sensoriais, transformando o espaço e subvertendo as expectativas espaço-temporais. O tempo cronológico em suas obras é constantemente corrompido e para gerar novas reminiscências.
Em 2015 realizou sua primeira exposição individual, Fluidostática na Galeria do Lago localizado no Museu da República, cuja sede é o Palácio do Catete. O palácio representou o poder republicano brasileiro entre os anos de 1897 e 1960, onde seus presidentes assinaram leis e decretos com suas canetas tinteiros. A instalação contou com jarras de vidro cheias de tinta azul que repousavam sobre balanços de madeira, que se movimentavam em sincronia à entrada do espectador ao ambiente. A instalação explorou as relações entre o povo e o poder, o perigo e o fascínio.
No mesmo ano participou das Intervenções Urbanas ArtRio, com a instalação Mas que as asas enraízem e que as raízes voem que apresentou no Palácio do Catete balanços de madeira costurados ao chão e pendidos por uma tamarindeira plantada por António Clemente Pinto, o primeiro Barão de Nova Friburgo. Os balanços impossibilitados de movimento representavam uma tentativa de controle do tempo. Ursula realizou no mesmo ano a exposição Estranhamentos no Centro Cultural Justiça Federal do Rio de Janeiro com curadoria de Isabel Sanson Portella.
Outros trabalhos que se destacam são Frestas por onde Muros escoam, instalação que inaugurou em 2017 o espaço expositivo do Jardim da Reitoria da Universidade Federal Fluminense no Rio de Janeiro. E Campo Dormitório, apresentado na SIART 2018,  Bienal de La Paz na Bolívia. Por meio da residência artística Echangeur 22, em Saint-Laurent des Arbres na França, Ursula desenvolveu o projeto Tempo Móvel para a exposição Mobilité, Immobilité, no La Chartreuse, em Villeneuve-lez-Avignon. A obra foi resultado de um estudo sobre o sentimento de moradores em relação aos sinos que tocavam próximos de suas residências.
Em 2021, Ursula foi selecionada para a Bienal de Bahia Blanca com o projeto Cada Dia. No mesmo ano apresentou a instalação O Som do Tempo ou tudo que se dá a ouvir com curadoria de Ivair Reinaldim. Resultado de cinco anos de pesquisa, a obra apresentou um trono soterrado sob nove toneladas de terra em formato de pirâmide e badalos de sino quebrados. A instalação fez alusão à colonização e à memória ligada ao entorno do Paço Imperial, interagindo com as badaladas dos sinos das igrejas ao redor. O trabalho, Such Sweet Thunder, do artista sonoro Samson Young fez parte de um dos vídeos da instalação.

## Ligações Externas
Sítio oficial